# كلوفيس (نيومكسيكو)
كلوفيس (بالإنجليزية: Clovis)‏ هي إحدى مدن ولاية نيومكسيكو في الولايات المتحدة الأمريكية.

## التركيبة السكانية
حدّد مكتب تعداد الولايات المتحدة بيانات التركيبة السكانية لكلوفيس في تعداد الولايات المتحدة. في ما يلي، التركيبة السكانية حسب تعدادي 2000 و2010.

### تعداد عام 2000
بلغ عدد سكان كلوفيس 32,667 نسمة بحسب تعداد عام 2000، وبلغ عدد الأسر 12,458 أسرة وعدد العائلات 8,598 عائلة مقيمة في المدينة. في حين سجلت الكثافة السكانية 530.1 نسمة لكل كيلومتر مربع (1,373.0/ميل2). وبلغ عدد الوحدات السكنية 14,269 وحدة بمتوسط كثافة قدره 231.6 لكل كيلومتر مربع (599.8/ميل2).
وتوزع التركيب العرقي للمدينة بنسبة 71.30% من البيض و7.32% من الأمريكيين الأفارقة و1.02% من الأمريكيين الأصليين و1.62% من الأمريكيين ذوي الأصول الآسيوية و0.13% من سكان جزر المحيط الهادئ و14.98% من الأعراق الأخرى و3.63% من عرقين مختلطين أو أكثر و33.44% من الهسبانيون أو اللاتينيون من أي عرق.
بلغ عدد الأسر 12,458 أسرة كانت نسبة 39.9% منها لديها أطفال تحت سن الثامنة عشر تعيش معهم، وبلغت نسبة الأزواج القاطنين مع بعضهم البعض 49.8% من أصل المجموع الكلي للأسر، ونسبة 14.9% من الأسر كان لديها معيلات من الإناث دون وجود شريك، بينما كانت نسبة 4.3% من الأسر لديها معيلون من الذكور دون وجود شريكة وكانت نسبة 31% من غير العائلات. تألفت نسبة 26.8% من أصل جميع الأسر من عدة أفراد يعيشون في نفس المنزل ونسبة 10.3% كانت تتألف من شخص يعيش بمفرده يبلغ من العمر 65 عاماً أو أكثر. وبلغ متوسط حجم الأسرة المعيشية 2.57، أما متوسط حجم العائلات فبلغ 3.12.
بلغ العمر الوسطي للسكان 33.1 عاماً. وكانت نسبة 29.9% من القاطنين تحت سن الثامنة عشر، وكانت نسبة 9.2% بين الثامنة عشر والرابعة والعشرين عاماً، ونسبة 27.7% كانت واقعةً في الفئة العمرية ما بين الخامسة والعشرين والرابعة والأربعين عاماً، ونسبة 19.4% كانت ما بين الخامسة والأربعين والرابعة والستين، ونسبة 12% كانت ضمن فئة الخامسة والستين عاماً فما فوق. يوجد لكل 100 أنثى 92.6 ذكر، ويوجد لكل 100 أنثى في الثامنة عشر من عمرها فما فوق 88.2 ذكر.
بلغ متوسط دخل الأسرة في المدينة 28,878 دولارًا، أما متوسط دخل العائلة فبلغ 33,622 دولارًا. وكان متوسط دخل الذكور 26,586 دولارًا مقابل 20,375 دولارًا للإناث. وسجل دخل الفرد الخاص بالمدينة 15,561 دولارًا. وكانت نسبة 17.2% من العائلات ونسبة 21% من السكان تحت خط الفقر، وكان من هؤلاء نسبة 28.4% تحت سن الثامنة عشر ونسبة 14.6% في الخامسة والستين من العمر وما فوق.

### تعداد عام 2010
بلغ عدد سكان كلوفيس 37,775 نسمة بحسب تعداد عام 2010، وبلغ عدد الأسر 14,288 أسرة وعدد العائلات 9,537 عائلة مقيمة في المدينة. في حين سجلت الكثافة السكانية 613 نسمة لكل كيلومتر مربع (1,587.7/ميل2). وبلغ عدد الوحدات السكنية 15,573 وحدة بمتوسط كثافة قدره 252.7 لكل كيلومتر مربع (654.5/ميل2).
وتوزع التركيب العرقي للمدينة بنسبة 68.45% من البيض و6.95% من الأمريكيين الأفارقة و1.12% من الأمريكيين الأصليين و1.42% من الأمريكيين ذوي الأصول الآسيوية و0.11% من سكان جزر المحيط الهادئ و17.68% من الأعراق الأخرى و4.27% من عرقين مختلطين أو أكثر و41.84% من الهسبانيون أو اللاتينيون من أي عرق.
بلغ عدد الأسر 14,288 أسرة كانت نسبة 37.2% منها لديها أطفال تحت سن الثامنة عشر تعيش معهم، وبلغت نسبة الأزواج القاطنين مع بعضهم البعض 45.7% من أصل المجموع الكلي للأسر، ونسبة 15.5% من الأسر كان لديها معيلات من الإناث دون وجود شريك، بينما كانت نسبة 5.6% من الأسر لديها معيلون من الذكور دون وجود شريكة وكانت نسبة 33.3% من غير العائلات. تألفت نسبة 27.8% من أصل جميع الأسر من عدة أفراد يعيشون في نفس المنزل ونسبة 9.1% كانت تتألف من شخص يعيش بمفرده يبلغ من العمر 65 عاماً أو أكثر. وبلغ متوسط حجم الأسرة المعيشية 2.60، أما متوسط حجم العائلات فبلغ 3.18.
بلغ العمر الوسطي للسكان 31.8 عاماً. وكانت نسبة 28.6% من القاطنين تحت سن الثامنة عشر، وكانت نسبة 10.4% بين الثامنة عشر والرابعة والعشرين عاماً، ونسبة 27.1% كانت واقعةً في الفئة العمرية ما بين الخامسة والعشرين والرابعة والأربعين عاماً، ونسبة 22.1% كانت ما بين الخامسة والأربعين والرابعة والستين، ونسبة 11.7% كانت ضمن فئة الخامسة والستين عاماً فما فوق. وتوزع التركيب الجنسي للسكان بنسبة 49.6% ذكور و50.4% إناث.

## المناخ
يظهر الجدول التالي التغييرات المناخية على مدار السنة لكلوفيس:
| البيانات المناخية لـكلوفيس        | البيانات المناخية لـكلوفيس | البيانات المناخية لـكلوفيس | البيانات المناخية لـكلوفيس | البيانات المناخية لـكلوفيس | البيانات المناخية لـكلوفيس | البيانات المناخية لـكلوفيس | البيانات المناخية لـكلوفيس | البيانات المناخية لـكلوفيس | البيانات المناخية لـكلوفيس | البيانات المناخية لـكلوفيس | البيانات المناخية لـكلوفيس | البيانات المناخية لـكلوفيس | البيانات المناخية لـكلوفيس |
| الشهر                             | يناير                      | فبراير                     | مارس                       | أبريل                      | مايو                       | يونيو                      | يوليو                      | أغسطس                      | سبتمبر                     | أكتوبر                     | نوفمبر                     | ديسمبر                     | المعدل السنوي              |
| --------------------------------- | -------------------------- | -------------------------- | -------------------------- | -------------------------- | -------------------------- | -------------------------- | -------------------------- | -------------------------- | -------------------------- | -------------------------- | -------------------------- | -------------------------- | -------------------------- |
| الدرجة القصوى °ف (°م)             | 79 (26)                    | 83 (28)                    | 91 (33)                    | 99 (37)                    | 103 (39)                   | 110 (43)                   | 109 (43)                   | 110 (43)                   | 105 (41)                   | 98 (37)                    | 85 (29)                    | 91 (33)                    | 110 (43)                   |
| متوسط درجة الحرارة الكبرى °ف (°م) | 51.1 (10.6)                | 56.0 (13.3)                | 62.8 (17.1)                | 72.3 (22.4)                | 80.8 (27.1)                | 89.4 (31.9)                | 92 (33)                    | 90.2 (32.3)                | 83.7 (28.7)                | 73.3 (22.9)                | 60.7 (15.9)                | 52.1 (11.2)                | 72.0 (22.2)                |
| متوسط درجة الحرارة الصغرى °ف (°م) | 23.4 (−4.8)                | 26.8 (−2.9)                | 32.2 (0.1)                 | 41.1 (5.1)                 | 50.6 (10.3)                | 59.6 (15.3)                | 63.6 (17.6)                | 62.2 (16.8)                | 55.0 (12.8)                | 44.0 (6.7)                 | 32.1 (0.1)                 | 25.1 (−3.8)                | 43.0 (6.1)                 |
| أدنى درجة حرارة °ف (°م)           | −12 (−24)                  | −17 (−27)                  | −4 (−20)                   | 12 (−11)                   | 27 (−3)                    | 36 (2)                     | 50 (10)                    | 46 (8)                     | 31 (−1)                    | 13 (−11)                   | −1 (−18)                   | −9 (−23)                   | −17 (−27)                  |
| الهطول إنش (مم)                   | 0.48 (12)                  | 0.41 (10)                  | 0.66 (17)                  | 1.03 (26)                  | 1.92 (49)                  | 2.62 (67)                  | 2.59 (66)                  | 3.43 (87)                  | 2.17 (55)                  | 1.75 (44)                  | 0.74 (19)                  | 0.70 (18)                  | 18.5 (470)                 |
| متوسط تساقط الثلوج إنش (سم)       | 2.5 (6.4)                  | 2.0 (5.1)                  | 1.5 (3.8)                  | 0.3 (0.76)                 | 0.1 (0.25)                 | 0 (0)                      | 0 (0)                      | 0 (0)                      | 0 (0)                      | 0.2 (0.51)                 | 1.5 (3.8)                  | 3.0 (7.6)                  | 11.1 (28)                  |
| المصدر: The Weather Channel       |                            |                            |                            |                            |                            |                            |                            |                            |                            |                            |                            |                            |                            |

## أعلام
- هانك باسكيت
- تشارلز بيلنغسلي
- إيرل بن جليم
- روبرت غرانت
- سوني ويست